# Ladislav Novák (sochař)

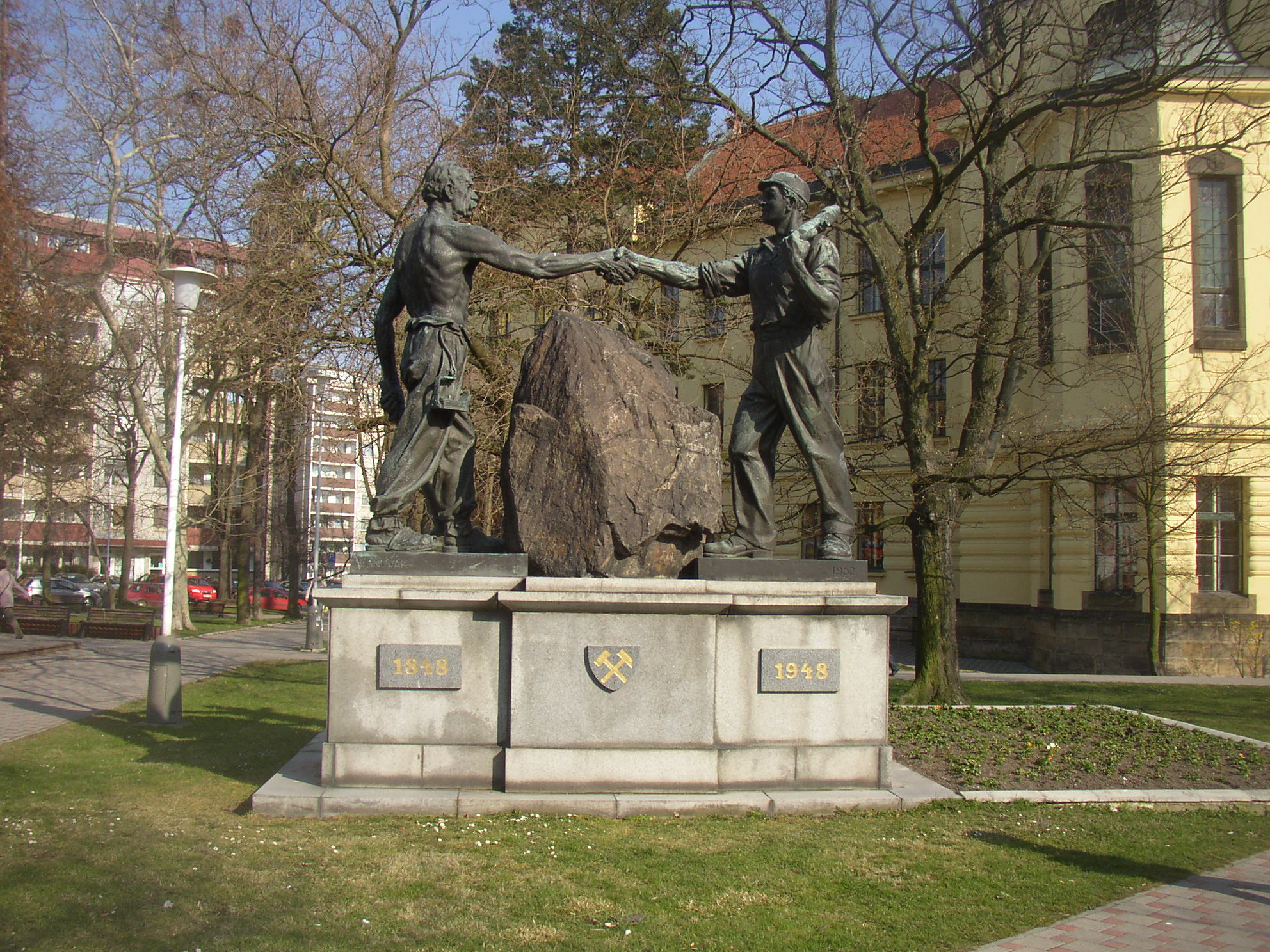
Sousoší Hornictví s Váňovým kamenem v parčíku u gymnázia na náměstí Edvarda Beneše. Tzv. Váňův kámen z roku 1854, připomínající první naražení uhlí na (tehdejším) území města Kladna Janem Váňou (1846) byl roku 1954 doplněn sousoším Hornictví od akademického sochaře Ladislava Nováka.

Ladislav Novák (17. března 1908 Kladno Motyčín — 28. října 1994 Praha) byl český sochař, malíř, grafik a vysokoškolský pedagog, zasloužilý umělec. Autor mnoha soch ve veřejném prostoru, zejména v Kladně.

## Život
Po ukončení obecné školy v Motyčíně (1914–1920) a měšťanské školy v Kladně (1920–1921) se vyučil malířem pokojů. V letech 1930–1931 studoval na Ukrajinské akademii v Praze, v letech 1932–1936 pokračoval na Akademii výtvarných umění v Praze studiem sochařství u Otakara Španiela. V letech 1936–1940 působil v rámci uměleckého sdružení Tvorba, v roce 1940 se stal členem Umělecké besedy. Po 2. světové válce byl krátce odborným asistentem prof. Karla Lidického na katedře sochařství a plastiky Pedagogické fakulty UK, v letech 1964–1968 působil na Střední uměleckoprůmyslové škole (Škole uměleckých řemesel) v Brně. V roce 1968 nastoupil po Karlu Lidickém jako vedoucí na katedru sochařství a plastiky Pedagogické fakulty UK, kde působil do roku 1972, kdy odešel do penze.
Vedle monumentálních plastik pro veřejný prostor vytvářel drobnější sochařská díla, reliéfy, pamětní desky, ale zabýval se i malbou, kresbou a grafikou. Zemřel po krátké těžké nemoci v roce 1994, pohřben je na Vinohradském hřbitově v Praze.

## Ocenění
- 9. 5. 1953 Laureát státní ceny Klementa Gottwalda  II. stupně za výjimečný sochařský počin
- 1. 5. 1968 titul zasloužilý umělec
- 17. 3. 1988 Čestné občanství města Kladna[4]

## Dílo
- 1954: bronzové Sousoší Hornictví s Váňovým kamenem (z roku 1854) v parčíku u gymnázia na náměstí Edvarda Beneše
- pískovcový pomník Obětem fašizmu před školou Na Amálce symbolizuje utrpení lidických žen a padlé bojovníky ilegálního hnutí na Kladensku, odhalený 22. září 1960, žena a umírající spoutaný muž v nadživotní velikosti, pískovcové sochy na žulovém podstavci obklopuje osm kamenů se jmény koncentračních táborů, s Jaroslavem Perglem.
- pamětní deska spisovatelky Marie Majerové
- pamětní deska Antonína Janouška
- Kročehlavská sídliště zdobí řada domovních znamení
- díla na přehradě Orlík
- alegorická kompozice Vznik elektrické energie
- Tavič ve vstupní hale plzeňského nádraží (sádra, úprava povrchu imituje patinovaný bronz, sokl z umělého kamene)[5]
- kolem 1960: Tři grácie / Mládí, zdraví, krása (mramor) v poděbradském lázeňském parku před hotelem Zámeček
- výzdoba průčelí podolské vodárny v Praze, kde dvě ženské postavy představují řeky Vltavu a Otavu
- plastika Mateřství ve Skopji

## Výstavy
- 2024 Ladislav Novák – Kladenské dílo (příběh, skici, obrazy), Středočeská vědecká knihovna v Kladně (výstava u příležitosti 30. výročí úmrtí představila kontext vzniku jeho děl pro kladenský veřejný prostor, včetně nikdy nevystavovaných skic a plánů ze sbírky Jaroslava Pergla)[6]
- 2011 Sochy, obrazy a grafiky Ladislava Nováka, Hornický skanzen Mayrau ve Vinařicích
- 1987 Ladislav Novák – sochy, obrazy, kresby, kladenský zámek (bilanční výstava uspořádaná Okresním museem Kladno a podnikovým výborem SSM POLDI – SONP BSP, atelier závodu 10 POLDI SONP Kladno)[2]
- 1976 Ladislav Novák – plastiky a kresby, galerie Díla ČFVU Zlatá lilie, Praha (výstava interiérových plastik, reliéfů a kreseb)[7]

## Galerie

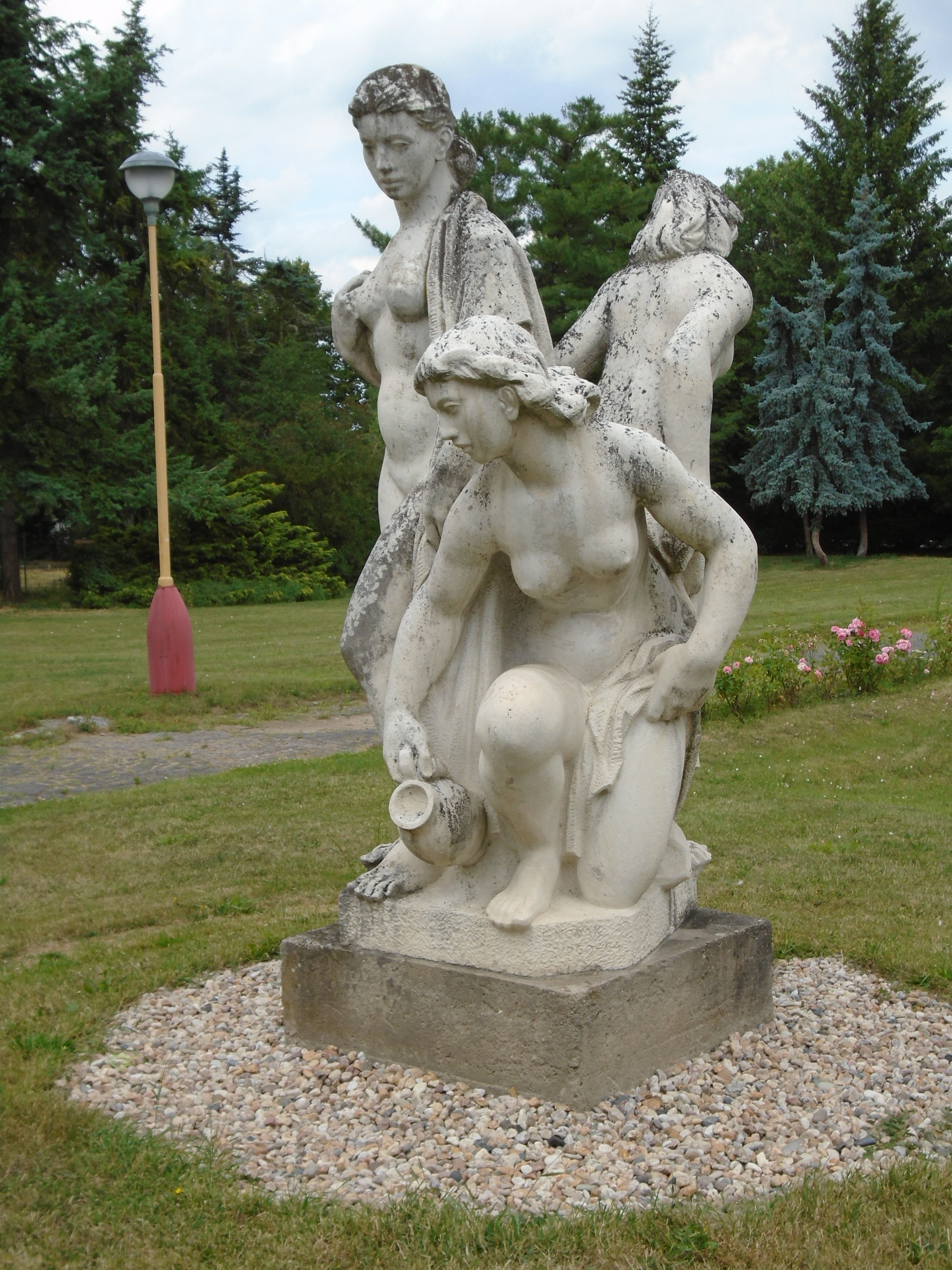
mramorová socha Tři grácie před lázeňským Hotelem Zámeček v Poděbradech
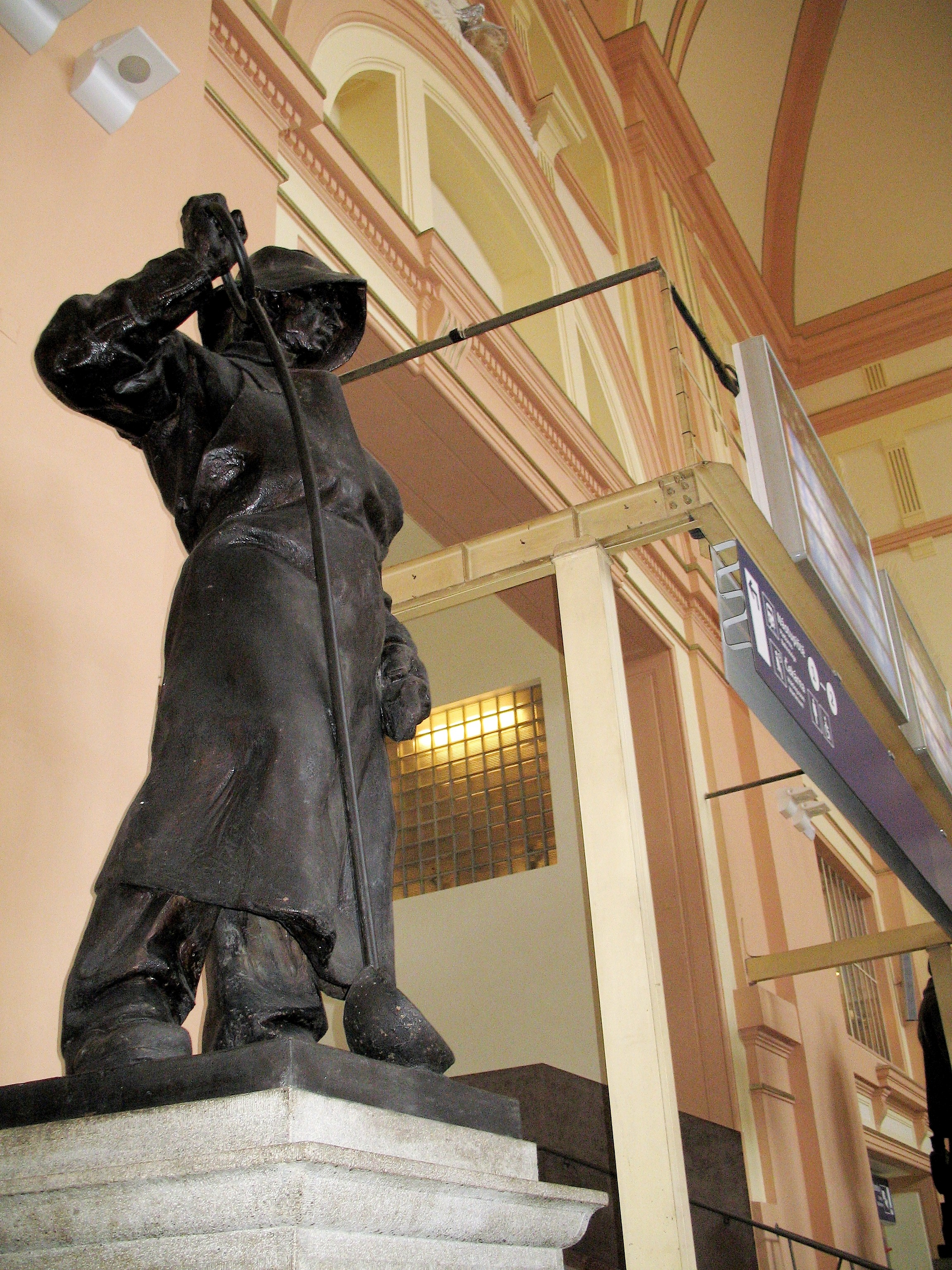
tavič ve vstupní hale plzeňského nádraží (cca 1960)
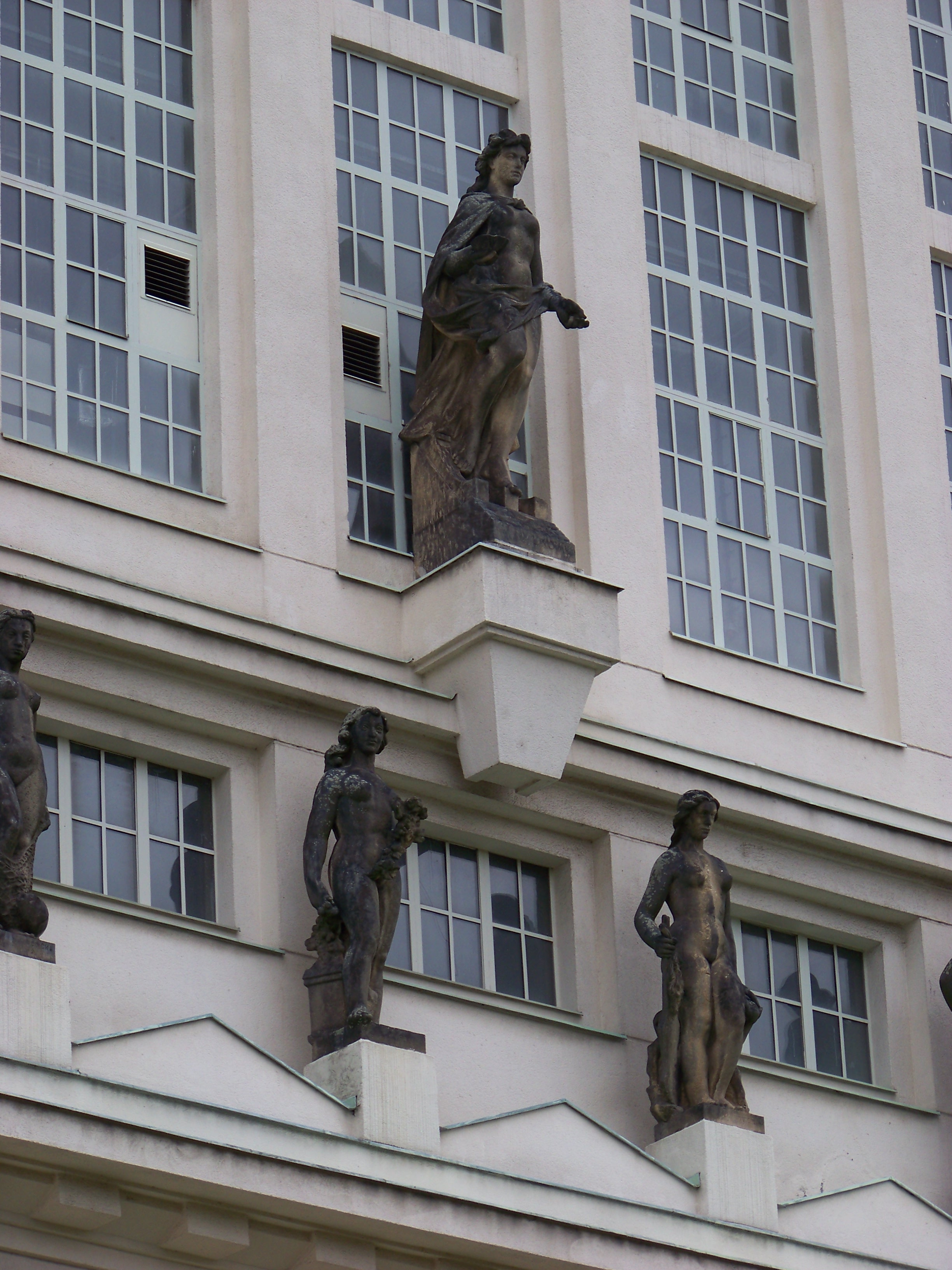
socha Vltavy na průčelí podolské vodárny
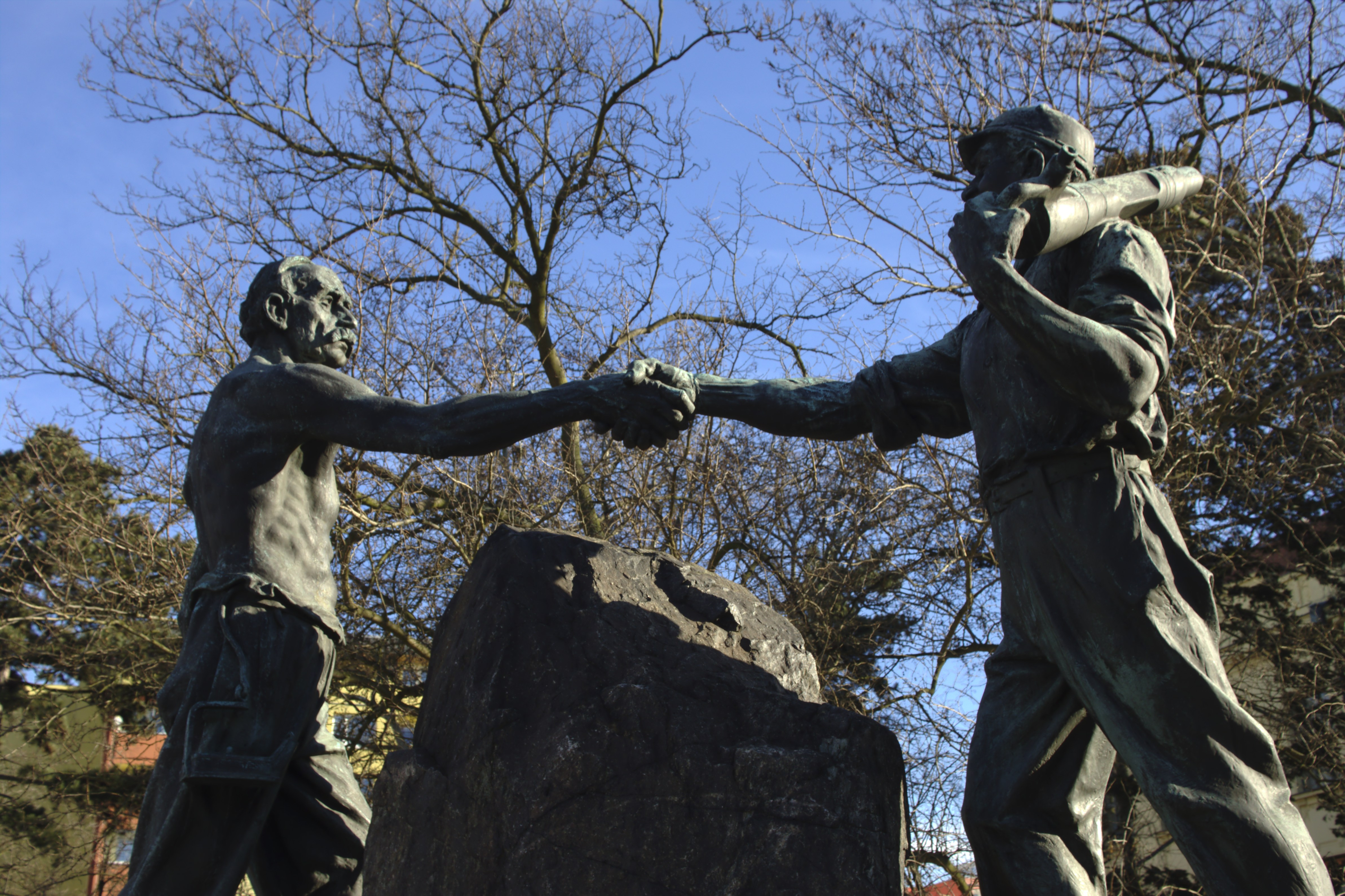
Váňův kámen, detail bronzových postav sousoší
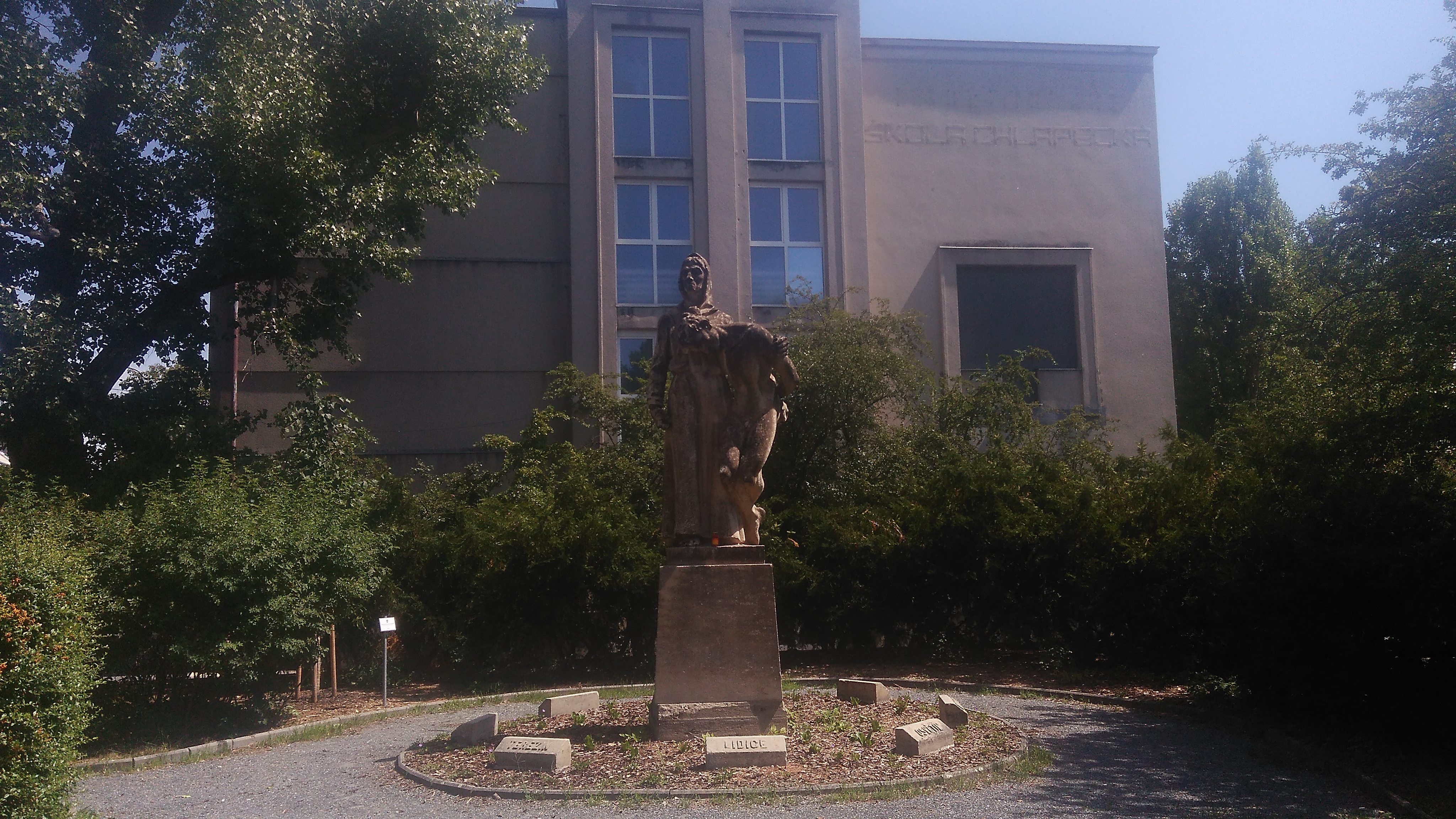
Pomník obětem 2. světové války v Kladně u Amálky, pískovec na žule
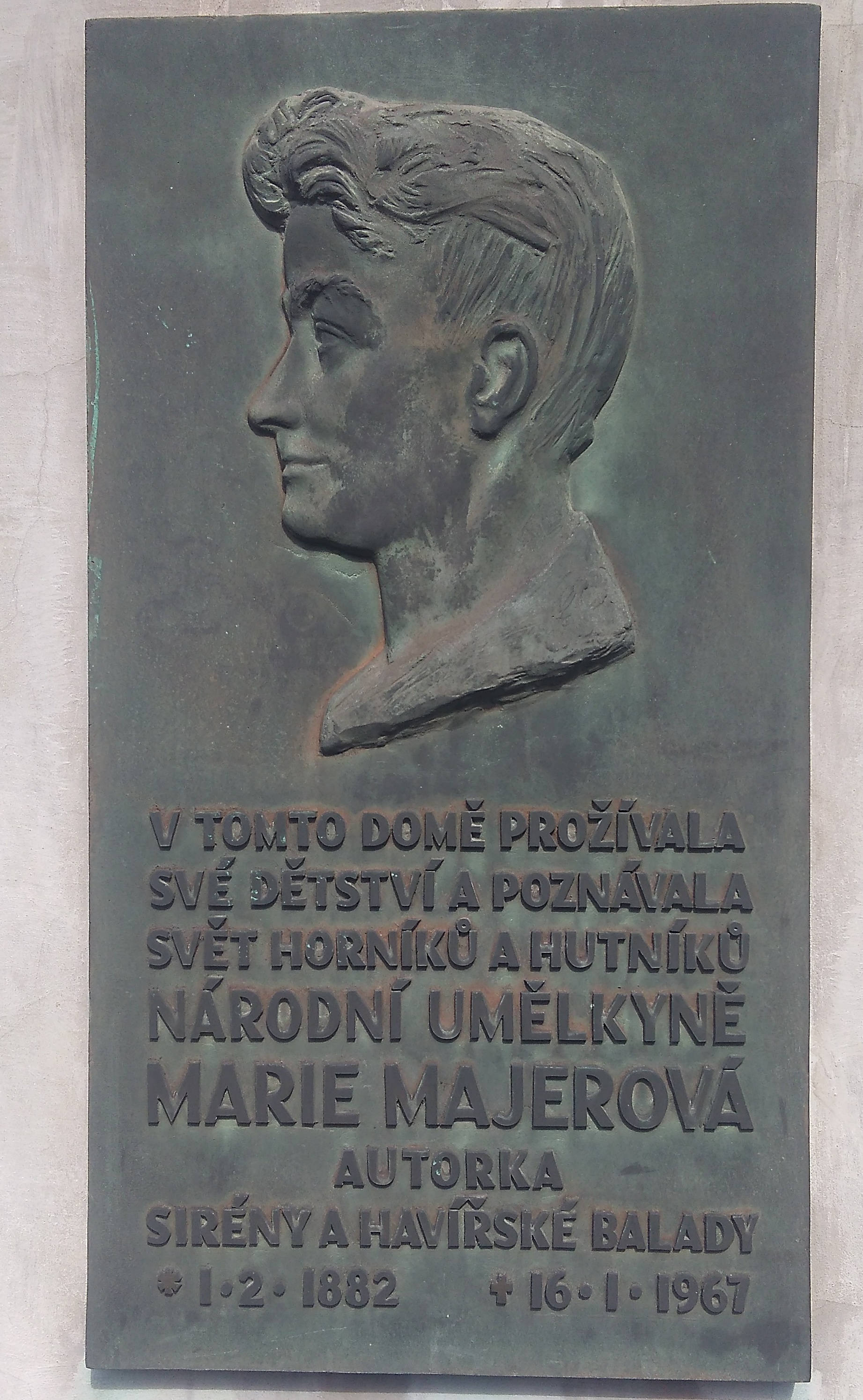
pamětní deska s reliéfním portrétem Marie Majerové v kladenských Kročehlavech